# Nibea leptolepis
Nibea leptolepis är en fiskart som först beskrevs av Ogilby, 1918.  Nibea leptolepis ingår i släktet Nibea och familjen havsgösfiskar. Inga underarter finns listade i Catalogue of Life.